# Älvgrävare
Älvgrävare (Dyschirius nigricornis) är en skalbaggsart som beskrevs av Victor Ivanovitsch Motschulsky 1844. Älvgrävare ingår i släktet Dyschirius, och familjen jordlöpare. Arten är reproducerande i Sverige.